# Nu'ulopa
Nu'ulopa è un isolotto disabitato nello stretto di Apolima, Samoa. Si trova vicino alle altre due isole minori dello stretto, Apolima e Manono, e sorge sulla dorsale che congiunge le due isole maggiori, Upolu e Savai'i.
Si tratta di un isolotto roccioso (altezza 50 m) ricoperto da una foresta di palme da cocco; è una riserva per la conservazione della volpe volante, mentre il mare circostante è riserva per le tartarughe.
Viene utilizzata come cimitero per i matai (capi tradizionali) di Manono.